# خوارزمی
ابوجعفر محمد بن موسی خوارزمی (۸۵۰–۷۸۰ م) (۱۸۵–۲۳۳ ه‍.ق) ریاضیدان، ستاره‌شناس، جغرافی‌دان، فیلسوف و مورخ و همه‌چیزدان خوارزمی  در دوران خلفای عباسی‌ (از هارون‌الرشید تا متوکل) بود. وی بیشتر عمر خود را در بغداد زیست و از اعضای دارالحکمه بود. شهرت وی در ریاضیات، به‌ویژه جبر است.
دانشگاه خوارزمی تهران که هشتمین دانشگاه برتر ایران می‌باشد به افتخار وی نامگذاری شده است. جرج سارتن، در کتاب مقدمه ای بر تاریخ علم نیمه اول سده ۹ میلادی را «عصر خوارزمی» می‌نامد.
ترجمه کتاب الجبر والمقابله توسط رابرت چستر در ۱۱۴۵ میلادی انجام شد و تا قرن ۱۶ میلادی کتاب درسی دانشگاه‌های اروپا بود.
کتاب حساب الهند چندین بار به لاتین ترجمه و باعث شد دستگاه عددی اروپا از عددنویسی رومی به عددنویسی هندی-عربی تغییر یابد. خوارزمی کارهای دیوفانت را در رشته جبر دنبال کرد و به بحث آن پرداخت. وی یک جدول نجومی و جداول دقیق‌تر سینوس و کسینوس را تهیه کرد و اولین جدول تانژانت زوایا را ارائه کرد.
عدد نویسی و حساب خوارزمی حدود ۴ قرن بعد از او توسط فیبوناچی در کتاب لیبرا آباکی به اروپا معرفی شد و رواج آن در اروپا تا قرن ۱۶ میلادی یعنی هفت قرن بعد از خوارزمی طول کشید.

## زندگی
از شرح زندگانی وی کمتر آگاهی‌های قابل اعتماد یافت می‌شود و عمده مطالعات براساس زندگی علمی وی و بیشتر توجه به آثار او بدون در نظر گرفتن شخص مؤلف معطوف بوده است. تولد وی را از حدود ۱۶۴ هجری قمری تا ۱۸۴ هجری قمری – به اختلاف – ذکر کرده‌اند و مرگ وی به سال ۲۳۲ هجری قمری قابل اعتمادتر است. همان‌طور که از نام وی بر می‌آید، باید در شهر خوارزم به دنیا آمده باشد، اما به گفته طبری که در پسوند نام محمدبن موسی الخوارزمی عنوان قُطرُ بُلّی را نیز افزوده، بعید نیست در جایی میان دجله و فرات زاده شده باشد و به واسطه پدران و اجداد خویش به خوارزم منتسب است. طبری به وی لقب «المجوسی» می‌دهد که نسبت او را به زرتشتی می‌رساند. از اسلام آوردن وی یقین حاصل شده چرا که وی در رساله جبر و المقابله خود بیان می‌کند:
خدایی که محمد را روزگاری به پیامبری فرستاد که پیوند مردم با پیامبران گسسته شد و حق ناشناخته ماند…پیامبری که با آمدنش کوردلان بینا شدند و گمراهان از هلاکت رهایی یافتند… الله بر نبی محمد و خاندانش درود بفرستد. از این کلام بر می‌آید که وی هنگام تألیف این کتاب مسلمان بوده است.

### شرایط در دوران خوارزمی
پس از روی کار آمدن عباسیان، ایرانیان که در پیروزی عباسیان نقش اصلی را داشتند برای نخستین بار مناصب مهم را در دستگاه خلافت به دست گرفتند. توجه خاص ایرانیان به ریاضیات، نجوم، پزشکی، فلسفه و دیگر شاخه‌های علوم عقلی موجب شد که خلفای عباسی نیز تحت نفوذ وزیران و کارگزاران ایرانی خود، اندک اندک به حمایت از دانشمندان علاقه‌مند گردیدند
سفّاح نخستین خلیفهٔ عباسی (۱۳۲ تا ۱۳۶ ه‍.ق) توجهی به علوم نداشت و فعالیت‌های علمی و بنای شهر بغداد از زمان خلیفه منصور شروع و با تأسیس دارالحکمه وارد مرحله جدیدی شد.
منصور به نجوم، طب و کیمیا علاقه داشت و بدون مشورت با ستاره‌شناسان به کاری دست نمی‌زد. بدین گونه بود که ابوسهل نوبخت اخترشناس ایرانی و ماشاءالله اثری به همراه وزیر منصور ّشهر بغداد را طراحی کردند. هارون موقعی به خلافت نشست که نهضت ترجمه در اوج بود و مسلمانان با آثار یونانیان و هندیان آشنا شده بودند و مترجمان بسیاری را در دارالحکمه مأمور ترجمه کتب کرده بودند.
در زمان هارون برمکیان به قدرت دست یافتند و از امکانات خود برای ترجمهٔ آثار علمی از زبان‌های پهلوی یا فارسی میانه یونانی و سریانی (زبان کهن مردم سوریه) بهره بردند. کوشش‌های برمکیان موجب شد مسلمانان گام‌های بلندی را در زمینهٔ علوم مختلف بردارند. اما افزایش روز به روز شهرت و قدرت برمکیان، نگرانی هارون و دیگر بزرگان خاندان عباسی را برانگیخت و در نتیجه هارون در اواخر دورهٔ خلافت خود (سال ۱۸۷ قمری) برخی افراد این خاندان را کشت و بقیه را زندانی کرد. ۶ سال بعد هارون درگذشت و فرزندش امین به خلافت رسید. دوران کوتاه خلافت امین نیز سراسر به جنگ و خون‌ریزی گذشت. نابودی برمکیان، مرگ هارون و ناآرامی‌های دورهٔ خلافت توقفی کوتاه در روند پیشرفت علمی مسلمین ایجاد کرد. اما در سال ۱۹۸ قمری، با به خلافت رسیدن مأمون که در محیطی ایرانی رشد کرده بود و فرهنگ ایرانی تأثیر بسیاری بر او گذارده بود، توجه به پژِوهش‌های علمی به مراتب بیشتر از روزگار هارون شد. روند ترجمه میراث ایرانی، یونانی، هندی و بین‌النهرینی که در زمان هارون پیش گرفته شده بود در زمان مأمون سرعت بیشتری گرفت. دارالحکمه از یک کتابخانه به یک مرکزی برای ترجمه آثار علمی و محلی برای تحقیق و پژوهش تبدیل شده بود.

## دستاوردهای خوارزمی
می‌گویند قبل از اینکه خوارزمی در دارالحکمه مستقر شود او را به هند فرستادند تا حساب هندی را بیاموزد. وی پس از بازگشت دو اثر «حساب الهند» و دیگری «الجبر و المقابله» را نگاشت. وی نتایجی را که یونانیان و هندیان به دست آورده بودند را تلفیق و سبب انتقال مجموعه‌ای از معلومات جبری و حسابی شد که در ریاضیات قرون وسطی تأثیر عمیقی گذاشت.
می‌گویند مأمون بخش‌های مربوط به هند را به او واگذار کرده بود که این نشان از آشنایی وی به علوم و سرزمین‌های هند دارد. وی همچنین مسئول تهیه اطلسی از نقشه‌های آسمان و زمین بود. شاید وی از جمله کسانی بوده که در اندازه‌گیری طول نصف النهار کره زمین در دشت سنجار شرکت داشته است.
واثق خلیفه از قراری که ابن خردادبه حکایت می‌کند تحت تأثیر ذوق کنجکاوی، خوارزمی منجم را با عده‌ای به بیزانس فرستاد تا دربارهٔ محل غاری که می‌گویند اصحاب کهف در آنجا مدفون شده‌اند تحقیق کند.

### رواج اعداد هندی-عربی
خوارزمی با تصحیح ترجمه گروه ابراهیم فزاری از کتاب سدهانت هندی و سپس نوشتن کتاب حساب الهند در سال ۸۲۵ میلادی در واقع اولین دانشمند اسلامی بود که مستقلاً کتابی دربارهٔ حساب و سیستم اعداد نوشت و همراه الکندی و تنی دیگر از دانشمندان نقش مهمی در بهینه کردن اعداد هندی و حساب هندی و رساندن آن به تمدن اسلامی و اروپا بازی کرد.

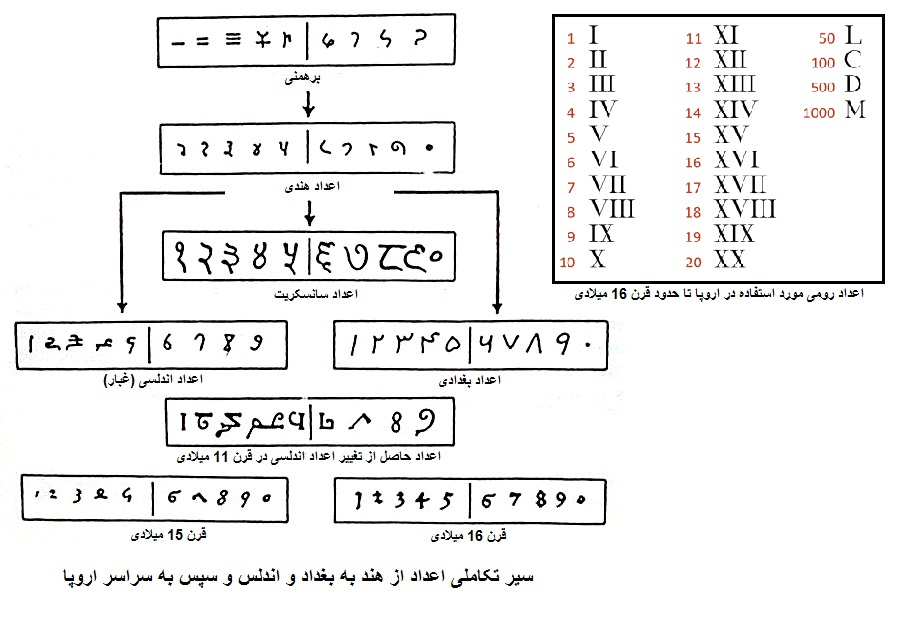
سیر تکاملی سیستم اعداد

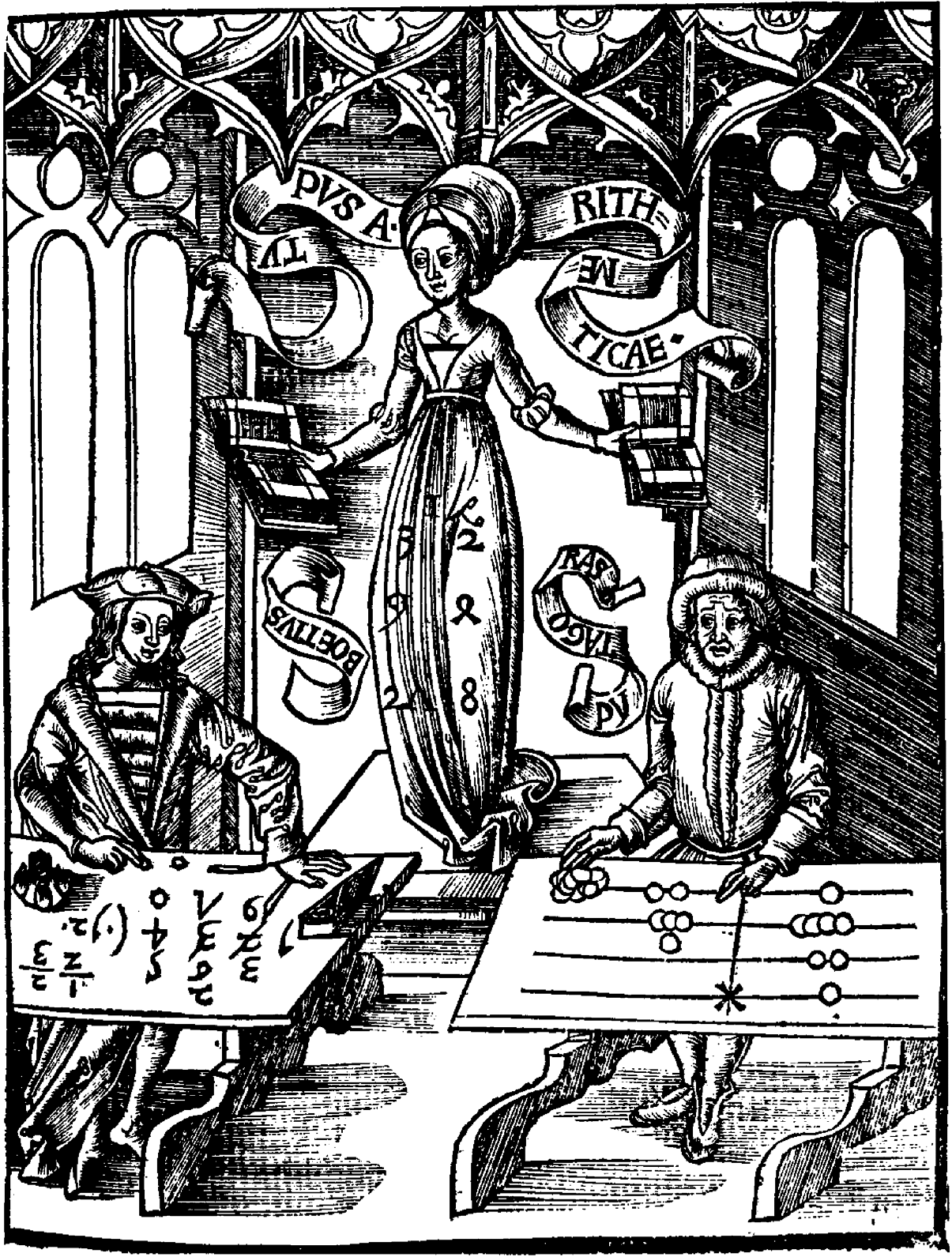
قرن ۱۶ میلادی. رقابت طرفداران حساب خوارزمی با طرفداران حساب چرتکه اروپایی که سرانجام حساب خوارزمی برنده شد.

### پایه‌گذاری علم جبر

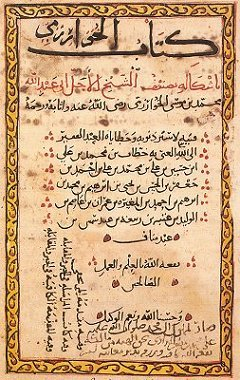
صفحه‌ای از کتاب جبر خوارزمی

خوارزمی یک علم جدید و جدا از هندسه را اختراع و تدوین کرد و آن را علم الجبر و المقابله نامید. که امروزه ما باختصار جبر و معادله می‌نامیم. او توانست توسط این علم جدید معادلات درجه دوم را حل کند و راه را برای حل معادلات درجه بالاتر نیز هموار کرد. او علاوه بر این حل هندسی معادلات را (بوسیله شکل‌ها) نیز ابداع کرد.
یک موضوع تاریخی را امروزه نمی‌توان انکار کرد و آن این است که محمد بن موسی خوارزمی، معلم واقعی ملل اروپایی جدید در علم جبر بوده است— آریستید مار پژوهشگر برجستهٔ فرانسوی
جبر خوارزمی نخستین اثر مستقل تاریخ ریاضیات در موضوع جبر است. واژه‌هایی چون algebra در زبانهای انگلیسی، فرانسه و مانند آن، همگی به‌واسطهٔ زبانهای لاتینی مأخوذ از واژهٔ «الجبر» عربی است که نخستین‌بار در عنوان عربی این اثر به این معنی به کار رفته است. فردریک رُزن در ۱۸۳۱ میلادی آنرا به انگلیسی ترجمه کرد.
| |  |  |
| تصویر سمت چپ نسخه اصلی خطی و عربی الکتاب المختصر فی حساب الجبر و المقابلة در کتابخانه آکسفورد است و تصویر سمت راست ترجمه آن که توسط فردریک رُزن انجام شده است |  |  |

بر اساس الواح بابلی و آثار برجای‌مانده از محاسبه‌گران هندی در عهد باستان، مردمان بابل و هند به حل حالات خاصی از معادلات درجه دوم موفق شده بودند، اما آن‌ها راه حل‌های خود را فقط به صورت دستور ارائه کردند این راه حل‌ها، عموماً کاربردی و برای رفع نیازهای روزمره بودند نه به منظور گسترش دانش ریاضی و معمولاً فاقد براهین علمی نیز بودند.
ابتکار خوارزمی در آن است که:
1. نخست همه معادلات درجه دوم شناخته‌شده زمانش را بررسی می‌کند
2. روش حل هریک از آن‌ها را ارائه می‌دهد.
3. این روش‌ها را با کمک هندسه اثبات می‌کند. سه مراحله ای که علم «جبر» را تشکیل می‌دهند.

جبر از طریق ترجمه‌های لاتینی کتاب خوارزمی به اروپا راه یافت، و تحول بزرگی در علم ریاضیات را موجب شد.
در قرن شانزدهم میلادی نیکولو تارتالیا و کاردان، ریاضی‌دانان ایتالیایی با ترجمه لاتینی جبر و مقابله، آشنا بودند و آن را برای حل معادله درجه سوم تعمیم دادند.
درقرن ۱۶ میلادی، روش حل معادلات درجه سوم توسط دل‌فرو و معادلات درجه چهارم توسط فراری کشف گردیدند.

### اصطلاح‌شناسی خوارزمی
خوارزمی در کتاب خود به جای مجهول درجه اول یعنی (X) از کلمه شیء به معنی چیز نامعلوم استفاده می‌کند. عیسویان اروپا در اسپانیا هنگامی که کتاب‌های مسلمانان را به زبان خود ترجمه کردند، کلمه عربی «شیء» را با اندکی تحریف با تلفظ «Xei» برگرداندند و پس از آنکه نوشتن معادلات به صورت نمادگذاری معمول شد (قرن ۱۶) اروپاییان «X» را به عنوان حرف اول آن واژه به جای مجهول درجه اول اختیار کردند.
خوارزمی نخست عدد را به صورت ترکیبی از واحدها توصیف می‌کند، سپس اصطلاحاتی را که در علم جبر به کار می‌روند را تعریف می‌کند. این اصطلاحات عبارتند از «شیء»، «مال»، «عدد» یا «درهم». سپس به تقسیم‌بندی معادلاتی می‌پردازد که از ترکیب‌های مختلف این اصطلاحات با یکدیگر ایجاد می‌شوند. به این ترتیب شش دسته معادله از درجات اول و دوم به دست می‌آید:
۱ شیئ‌هایی مساوی با عددی است ax=b
۲ مالی مساوی با عددی است x^۲=b
۳ مالی مساوی با شیئ‌هایی است x^۲=ax
۴ مالی به اضافهٔ شیئ‌هایی، مساوی عددی است x^۲+ax=b
۵ مالی به اضافهٔ عددی، مساوی شیئ‌هایی است x^۲+a=bx
۶ مالی مساوی با شیئ‌هایی به اضافه عددی است x^۲=bx+a
الگوریتم:
برگرفته از ترجمه لاتینی کتاب خوارزمی که اولی از نام کتاب و دومی اسم «الخوارزمی» یعنی الگوریتمی است. واژه «الجبر» نخستین بار در عنوان کتاب وی به کار رفته و پس از آشنایی اروپاییان با این کتاب با مختصر تغییراتی به زبان‌های دیگر راه یافته است.
جبر :
از ریشه جَبَرَ در عربی گرفته شده که به معنای شکسته بندی و جُبران است، اما خوارزمی آن را بر عملِ افزودن جمله‌های مساوی بر دو سوی یک معادله، برای حذف جمله‌های منفی، اطلاق می‌کند.
مقابله:
که در عنوان کتاب خوارزمی دیده می‌شود، به معنای حذف مقادیر مساوی از دو طرف معادله است.
ابوکامل شجاع بن اسلم (ریاضیدان مصری قرن سوم هجری یا قرن نهم میلادی معروف به حاسب مصری) نیز مشتقات واژه جبر را به همین معنی به کار می‌برد.
مثلاً برای حل معادله ۸۰ = x ۲۰–۱۰۰ می‌گوید: «صد درهم را با بیست شیء جبر کن و آن را با هشتاد جمع کن.
ابوریحان بیرونی عمل جبر را به افزودن مقادیر مساوی به دو کفه ترازو برای حفظ تعادل آن تشبیه می‌کند
خواجه نصیرالدین طوسی، غیاث الدین جمشید کاشانی و ابن غازی مکناسی نیز جبر و مقابله را به همین صورت تعریف کرده‌اند.

### کاربرد جبر خوارزمی
جبر خوارزمی کتابی مقدماتی در ریاضیات است که هدف آن بنابه گفته وی فراهم آوردن چیزی استکه مردم پیوسته دربارهٔ مسائل ارث و وصیت و تقسیم اموال و املاک و رسیدگی‌های حقوقی و بازرگانی و در انجام دادن معاملات گوناگون با یکدیگر یا در آن هنگام که پای تقسیم کردن زمین و حفر مجاری آب و محاسبات هندسی و غیره میان می‌آید بدان نیاز دارند. در واقع فقط قسمت اول این کتاب را می‌توان مربوط به جبر و مقابله به معنی کنونی این اصطلاح علمی دانست. قسمت دوم کتاب دربارهٔ اندازه‌گیری‌های علمی است و قسمت سوم آن به مسائل وصیت و تقسیم ارث اختصاص دارد.

### حل معادله درجه دو از طریق تکمیل مربع

روش هندسی خوارزمی در حل معادله درجه دوم

خوارزمی اولین کسی بود که در کتاب جبر و مقابله خود توانست معادله درجه دوم را از طریق هندسی حل کند که به آن حل از طریق ایجاد مربعات و رسیدن به مربع واحد اطلاق می‌شود

### اختراع حسابداری و حسابداری دوطرفه
کتاب کلیات جبر و مقابله اولین کتابی بود که توسط ریاضیاتی که مسلمانان تکمیل کردند روشهای حسابداری را تشریح کرد که امروزه استفاده می‌شوند. مخصوصاً برای حل مسائل ارثی که بسیار پیچیده بودند فصل آخر کتاب را به ارثیه تخصیص داد که در آنجا حسابداری دوطرفه را ابداع کرده است

#### ریشه‌های جبر خوارزمی

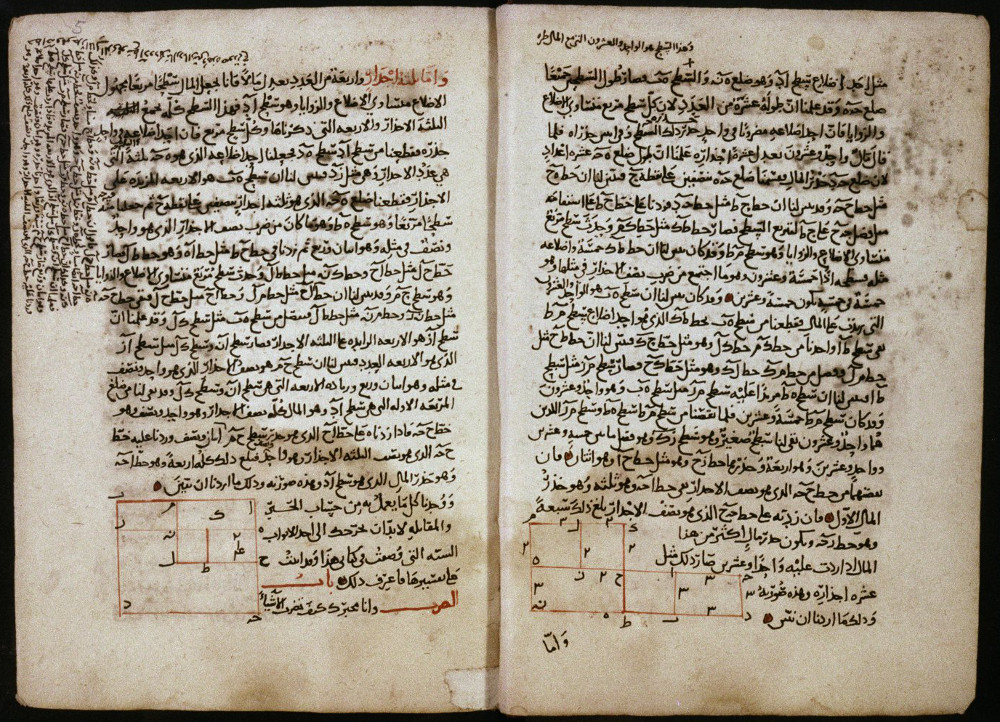
تصویر اصلی حل معادله درجه دوم توسط خوارزمی

دانش پژوهان بر سر این که چه مقدار از محتوای کتاب از منابع یونانی و هندی و عبری گرفته شده است اختلاف نظر دارند. معمولاً در حل معادلات دو عمل معمول است خوارزمی این دو را تنقیح و تدوین کرد و از این راه به وارد ساختن جبر به مرحله علمی کمک شایانی انجام داد.

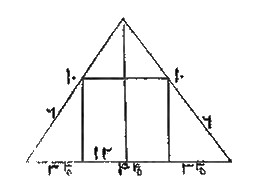
ترسیم و عددگذاری خوارزمی در کتاب المختصر فی الجبر والمقابله صفحه ۶۶

تاریخچهٔ این علم به بیش از ۳۰۰۰ سال پیش در مصر و بابل برمی‌گردد که در آنجا در مورد حل برخی از معادلات خطی بحث شده است. در هند و یونان باستان نیز، حدود یک قرن پیش از میلاد از روش‌های هندسی برای حل برخی از معادلات جبری استفاده می‌گردیده است. در قرن اول میلادی نیز بحث در مورد برخی از معادلات جبری در آثار دیوفانتوس یونانی و برهماگوپتای هندی دیده می‌شود. کتاب جبر و المقابلهٔ خوارزمی، اولین اثر کلاسیک در جبر می‌باشد که که کلمهٔ جبر یا Algebra از آن آمده است. خیام دیگر ریاضی‌دان شهیر ایرانی است که در آثار خود جبر را از حساب تمییز داد و گامی بزرگ را در تجرید و پیشرفت این علم برداشت. 
قسمتی از معادله را که شامل مقدار منفی است نمی‌توان حذف کرد و به طرف دیگر معادله افزود این عمل را جبر گویند، جمله‌های مشابه را می‌توان از دو طرف معادله حذف کرد این عمل مقابله است— بهاء الدین عاملی معروف به شیخ بهائی

#### نظریاتخیاموفارابیدربارهٔ جبر
در طبقه‌بندیهای یونانیان از علوم، نام علم جبر جزء علوم ریاضی نیامده است. نخستین کسی که جبر را در طبقه‌بندی علوم داخل کرده فارابی است که در احصاءالعلوم خود بخشی را به «علم الحیل» یا «علوم الحیل» اختصاص داده است. این علوم، که فارابی در تعریف آن‌ها می‌گوید:
| « | علمِ شیوه چاره جویی است برای کاربرد آنچه وجودشان در ریاضیات با برهان ثابت شده و انطباق آن‌ها بااجسام طبیعی | » |

سپس قسمتی از آن علم را حیل عددی می‌نامد که: «شامل علمی است در میان مردم زمان ما به جبر و مقابله معروف است» از اینکه فارابی جبر را جزء علوم حیل آورده، معلوم می‌شود که از نظر او هنوز جبر نه علمی برهانی بلکه مجموعه‌ای از شگردها برای استخراج ریشه‌های معادلات شمرده می‌شده است. این دیدگاه به نحوی در طبقه‌بندی ابن سینا از علوم هم منعکس شده است. وی در رسالة فی اقسام العلوم العقلیة (ص ۱۲۲) جبر را جزء «اجزاء فرعی (الاقسام الفرعیة) ریاضیات» آورده و آن را، در کنار «عمل جمع و تفریق بر حَسَب حساب هندی» یکی از «شاخه‌های علم اعداد (من فروع علم العدد)» شمرده است.
خیام در رسالة جبر و مقابله خود، «صناعت جبر و مقابله» را یکی از «مفاهیم ریاضی» می‌شمارد «که در بخشی از فلسفه که به ریاضی معروف است، بدان نیاز می‌افتد». هرچند خیام در این عبارت در صدد به دست دادن تعریفی جامع و مانع از جبر نیست، اما از نوشته او چنین استفاده می‌شود که جبر اولاً «صناعت» است و ثانیاً جزء علوم ریاضی است. نتیجه کلی سخن وی این است که جبر در طبقه‌بندی کلی علوم فلسفی قرار می‌گیرد، هرچند او جایگاه آن را در میان این علوم مشخص نمی‌کند. وی همچنین در تعریف جبر می‌نویسد که:
| « | فن جبر و مقابله فنی علمی است که موضوع آن عدد مطلق و مقادیر قابل سنجش است از آن جهت که مجهول اند ولی مرتبط با چیز معلومی هستند که به وسیله آن می‌توان آن‌ها را استخراج کرد. | » |

بنابراین، در نظر خیام، مقادیر عددی و مقادیر هندسی هر دو می‌توانند ریشه معادلات جبری باشند. او در رسالة دیگر خود به نام فی قسمة ربع الدائرةنیز تلویحاً با این فکر که جبر مجموعه‌ای از شگردها («حیله»، توجه کنید که در تقسیم‌بندی فارابی جبر جزء «علوم الحیل» قرار می‌گیرد) باشد مخالفت می‌کند. خیام می‌نویسد:
| « | آنکه گمان برده است که جبر حیله‌ای (شگردی) برای استخراج اعداد مجهول است، امر نامعقولی را گمان برده است. … جبر و مقابله اموری هندسی است که به وسیله اَشکال پنجم و ششم مقاله دوم (اصول اقلیدس) مبرهن می‌شود | » |

به این ترتیب، جبر و مقابله، از نظر خیام، علمی هندسی است و چون هندسی است بُرهانی نیز هست. این اختلاف در جایگاه جبر به دلیل تازگی این علم و دو تصوری است که از آغاز این علم به موازات هم وجود داشته است. در طبقه‌بندی‌های متأخر علم جبر و مقابله «از فروع علم حساب» شمرده شده است. اما باید توجه داشت که این طبقه‌بندی‌ها به دورانی تعلق دارند که دستاوردهای بزرگ علم جبر دوران اسلامی فراموش شده و از آن تقریباً چیزی جز حل شش دسته معادله خوارزمی باقی نمانده بود.

### رساله حساب
«الجمع و التفریق» نخستین کتابی بود که نظام ارزش مکانی را (که آن نیز از هند بود) به نحوی اصولی و منظم شرح می‌داد. نسخه منحصربه‌فرد لاتین آن در کتابخانه دانشگاه کمبریج نگهداری می‌شود. خوارزمی در کتاب نشان می‌دهد که چطور می‌توان هر عدد دلخواه را به کمک نه رقم هندسی و صفر نوشت. سپس اعمال مزبور به جمع و تفریق، دو برابر کردن، نصف کردن، ضرب، تقسیم و جذر گرفتن از اعداد صحیح و همچنین عملیات محاسبه‌ای مربوط به کسرهای شصت شصتی را شرح می‌دهد. خوارزمی جذر اعداد را با شیوه ریاضیدان و منجم قرن پنجم هندی «آریابهاتا» می‌گرفت که براساس مجذور یک دو جمله‌ای قرار داشت.

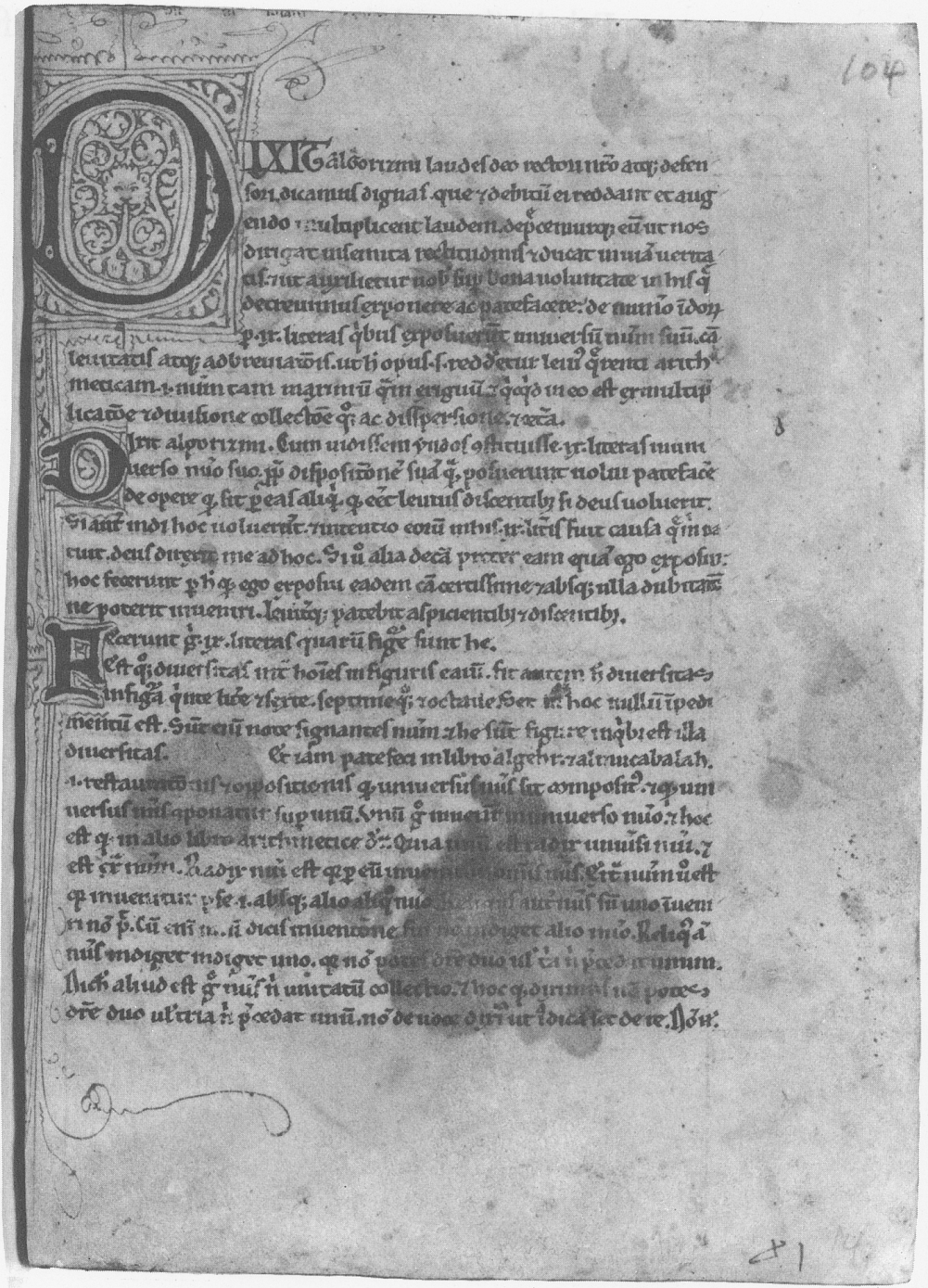
برگی از ترجمه کتاب جمع و تفریق با عددهای هندی

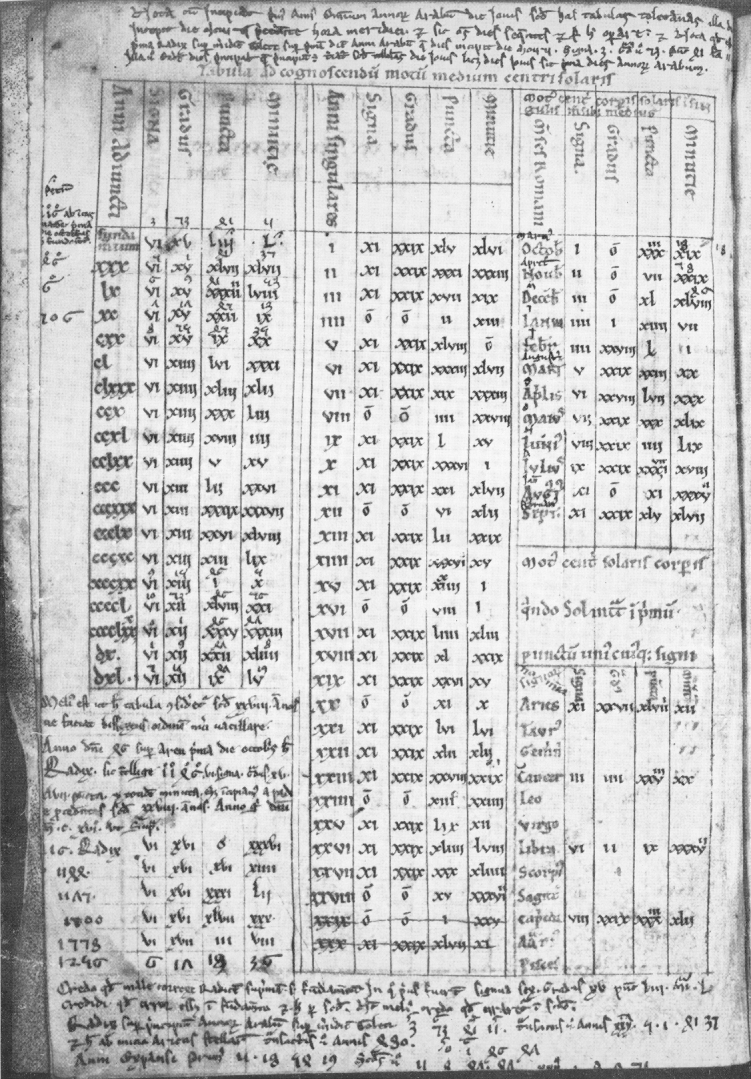
برگی از جداول زیج خوارزمی

### نجوم
تلفیق علوم یونانی و هندی در جهان اسلام برای نخستین بار توسط وی صورت گرفت.
کتاب نجومی خوارزمی «زیج السند هند» به سانسکریت بوده است و توسط ابراهیم فزاری بدستور منصور عباسی به جهان اسلام انتقال میابد. «زیج» جداول نجومی بود و «السند هند» نیز تحریفی از «سدهانته» اسم اصلی کتاب بود.
این ترجمه باعث شد محمد بن ابراهیم فزاری و یعقوب بن طارق جداول جدیدی را در اواخر قرن دوم هجری تألیف کردند. خوارزمی در تهیه زیج خود به سند هند و مجسطی بطلمیوس و آثار منجمان ایرانی نظر داشته و با رأی خود مطالب را اختیار کرده است. اولین کسی که از زیج خوارزمی استفاده کرد ابوریحان بیرونی است که کتابی در تحلیل زیج خوارزمی نوشت.
در سده دهم هجری این زیج توسط حکیم مجریطی تهذیب شد و در سال ۱۱۲۶ م. توسط آدلار آوباث به لاتین ترجمه شد. جداول خوارزمی علاوه بر «جیب» یا وتر مشتمل بر «ظل» یا سینوس نیز است که اولین بار منجمان هندی در قرن پنجم میلادی وارد ریاضی کردند.
ساختار ریاضی و مقادیر بنیادین پارامتر کلیه جدول‌ها در ترجمه لاتین «زیج السند هند» خوارزمی عملاً بررسی شده و براساس اطلاعات ریاضی که به دست آمده می‌توان اصل و منشأ این جداول را به تحقیق مشخص نمود، یکی از جدول‌هایی که ساختار ریاضی آن هنوز مشخص نشده، جدول مربوط به «تعدیل زمان» در زیج خوارزمی می‌باشد.

### کار روی اسطرلاب
کتاب «عمل الاصطرلاب» دربارهٔ چگونگی ساختن اسطرلاب، و کتاب «العمل بالاصطرلاب» در چگونگی به کار بردن و استفاده از این وسیله اندازه‌گیری نجومی. هیچ اثری نه از متن عربی آن‌ها و نه ترجمه‌ای به زبان دیگر باقی نمانده و فقط گهگاه معاصران وی که به اصل کتاب‌ها دسترسی داشته‌اند.

### زمان‌سنجی و ساعت
کتاب «الرخامه» خوارزمی که دربارهٔ ساخت ساعت آفتابی افقی نوشته شده است. این کتاب بیشتر برای تعیین اوقات نماز نوشته شده که بعدها اساس و پایه محاسبات مثلثات کروی قرار گرفت.

### جغرافیا
وی اطلسی از نقشه آسمان و زمین تهیه کرد و نیز نقشه‌های جغرافیایی بطلمیوس را اصلاح کرد.
کتاب جغرافی خوارزمی با عنوان صورةالارض، شامل طول‌و عرض جغرافیایی محل‌های مختلف روی ربع مسکون بود و در هر بخش جاها بر حسب تقسیم‌بندی قدیمی «هفت اقلیم» مرتب شده است. نام مکانها با کتاب بطلمیوس یکی است و مختصات آنها، گاه یکسان یا بنابر روشی منظم متفاوت است ولی بسیار دور از آن است که ترجمه یا اقتباسی از رساله بطلمیوس بوده باشد و ترتیب نقشه‌ها و کتاب از ریشه متفاوت است.

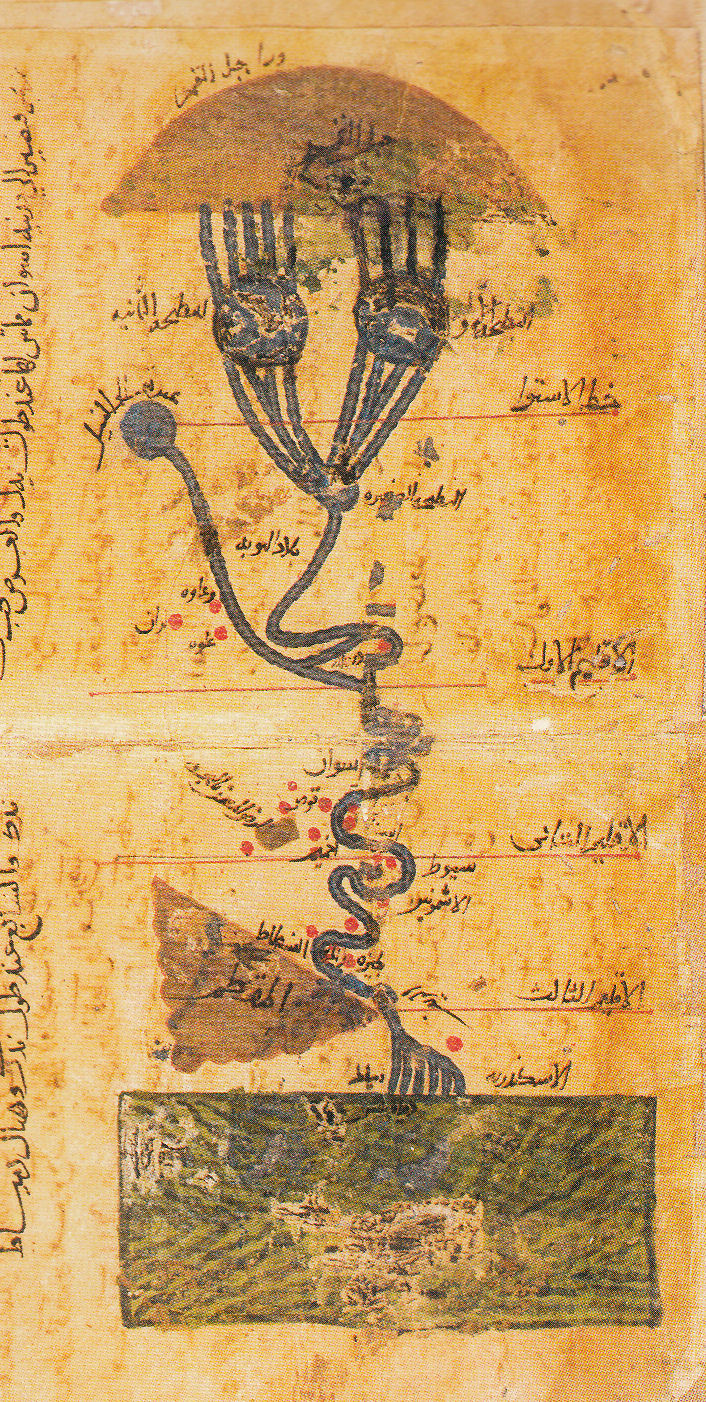
نقشه رود نیل توسط خوارزمی

این کتاب را «نالینو» به ایتالیایی ترجمه کرده و او نقشه خوارزمی را تهیه شده به امر مأمون می‌داند که از نقشه بطلمیوس دقیق‌تر است. مخصوصاً سرزمین‌هایی که زیر فرمان اسلام قرار داشتند دقیق تر بیان شدند. بهبود دیگر حذف درازی گزاف دریای مدیترانه در نقشه‌های بطلمیوس است. هر چند گاه اشتباهاتی بیش از بطلمیوس هم دارد.
بخشهای کتاب:
1. فهرست اسم شهرها
2. کوه‌ها و مختصات نقاط دو طرف آنها
3. دریاها و مختصات با ذکر نقاط برجسته واقع بر خطهای کرانه‌ای و توصیف اجمالی آنها
4. جزیره‌ها با ذکر مختصات مرکز و طول و عرض آنها
5. نقاط مرکزی نواحی جغرافیایی
6. رودها با ذکر نقاط برجسته و شهرهای واقع بر کرانه‌های آنها

### تاریخ
کتاب التاریخ خوارزمی موجود نیست، ولی چند مورخ از او به عنوان «مرجعی معتبر» برای حوادث دوره اسلامی نقل کرده‌اند. امکان دارد که خوارزمی در آن اثر (همچون معاصرش ابومعشر بلخی) علاقه‌ای به این امر بروز داده باشد که تاریخ را همچون وسیله‌ای برای عملی شدن اصول احکام نجوم مورد تفسیر و تعبیر قرار دهد و حتی ممکن است مثل حمزه اصفهانی‌ها به عنوان مثال در مورد زمان زایش رسول‌الله بنابر استنتاجات احکام نجومی مستخرج از حوادث زندگی ایشان، به قول خوارزمی استناد و اعتماد کرده باشند. مسعودی مورخ مشهور در مروج الذهب خوارزمی را در زمره مورخان آورده و چند مورخ به آن کتاب استناد کرده‌اند.
خوارزمی مقاله‌ای با نام «مقاله فی استخراج تاریخ الیهود و اعیادهم» دارد که در آن از مهارتهای نجومی و جغرافی‌دانی و مورخ بودنش در تنظیم مقاله استفاده کرده است. نسخه‌ای خطی از این مقاله در کتابخانه بانکیپور موجود است. آن هم در حوزه‌ای مثل یهود با آن همه حساسیت‌هایی که همواره در جهان اسلام نسبت به این قوم و آیین وجود داشته و چنین حرکتی جای تأمل بیش از پیش در کار وی و هم عصرانش را می‌طلبد.

## بزرگداشت

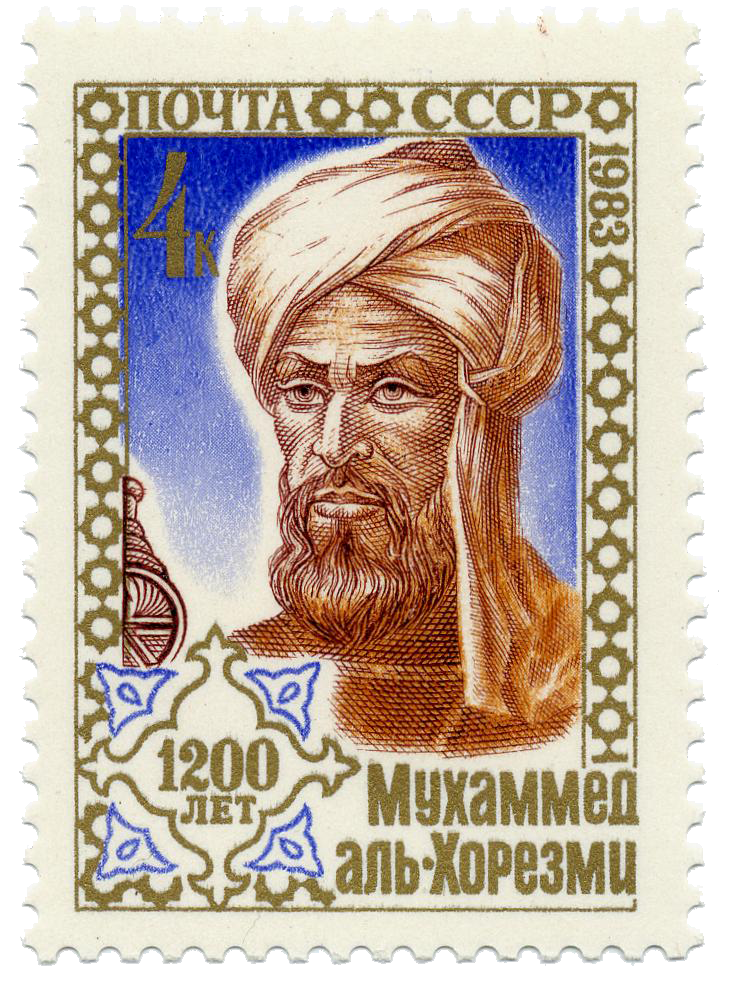
تمبر یادبود به مناسبت ۱۲۰۰ سالگرد تولد خوارزمی توسط اتحاد جماهیر شوروی در سال ۱۹۸۳ منتشر گردید.

### جشنواره خوارزمی
جشنواره خوارزمی نام یک جشنواره علمی در ایران است که به منظور ارج نهادن به مقام دانش پژوهان و فناوران نوآور به نام این دانشمند بزرگ ایرانی اسلامی «ابوجعفر محمد بن موسی خوارزمی» نام‌گذاری شده است. این جشنواره هر سال در دو فرایند مجزا برگزار می‌شود. یکی به عنوان جشنواره جوان خوارزمی برای دانش پژوهان و فناوران کمتر از سی و پنج سال که بخش دانش آموزی نیز دارد و در آذر ماه مراسم تقدیر از برگزیدگان آن انجام می‌شود و یکی جشنواره بین‌المللی خوارزمی که در بهمن ماه مراسم تقدیر از برگزیدگان آن با حضور رئیس‌جمهور ایران برگزار می‌گرددو علاوه بر طرح‌های فنی و مهندسی از داخل کشور، برگزیدگانی از سراسر جهان در زمینه‌های علوم فنی و مهندسی و علوم پایه را معرفی می‌کند.

### دانشگاه خوارزمی
دانشگاه خوارزمی یکی از قدیمی‌ترین، بهترین و شناخته‌شده ترین دانشگاه‌های دولتی ایران و وابسته به وزارت علوم است که به افتخار محمد بن موسی خوارزمی دانشمند ایرانی قرن سوم هجری، نامگذاری شده است. این دانشگاه در زمان تأسیس در سال ۱۲۹۸ خورشیدی در تهران، بنا گردیده است.

### روز فناوری اطلاعات

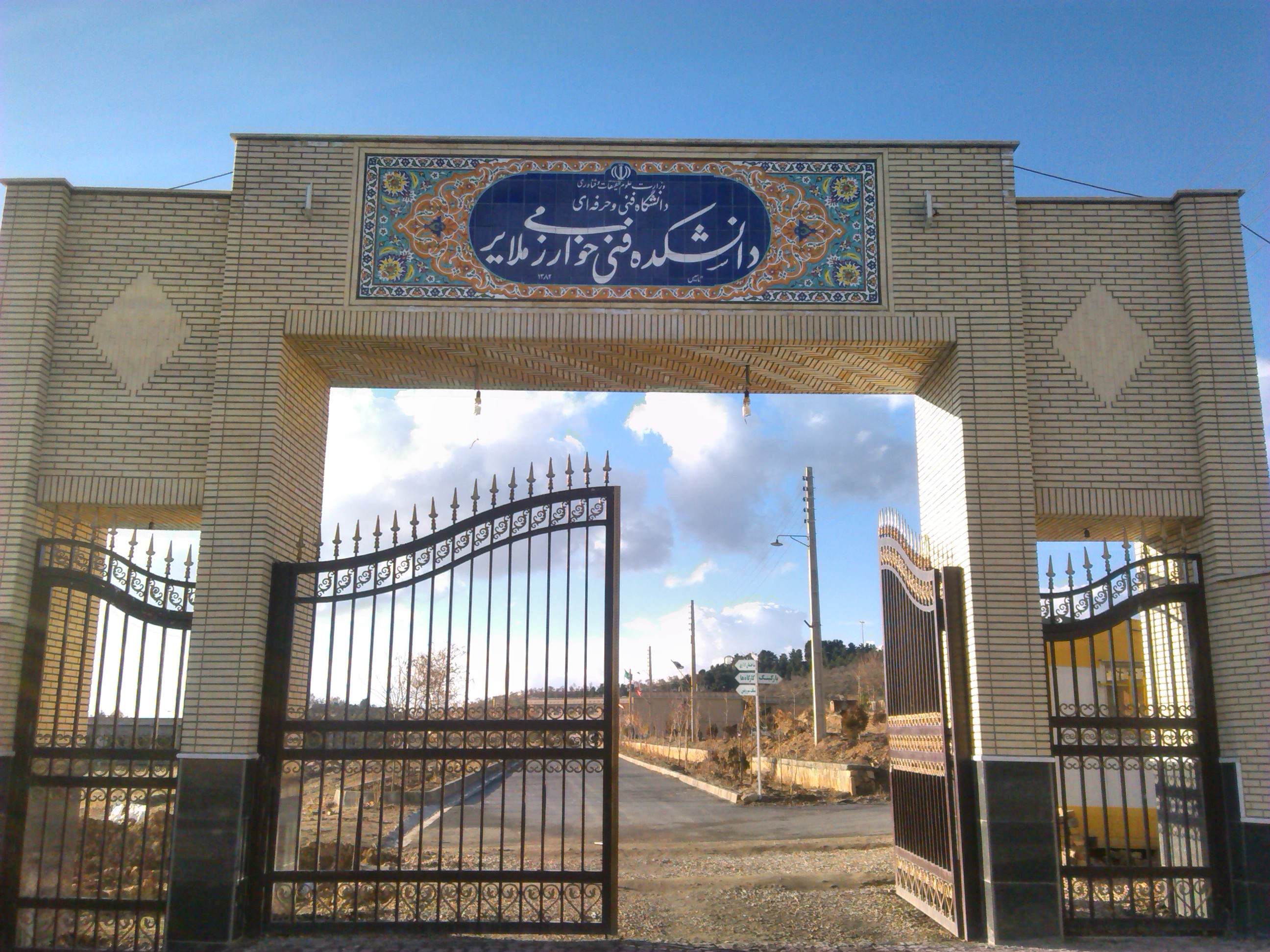
دانشکده فنی خوارزمی در شهر ملایر

۲۲ تیرماه، روز میلاد
 محمد بن موسی خوارزمی است که به عنوان «روز فناوری اطلاعات» نامگذاری شده است. در هفتصد و پنجاه و سومین جلسه شورای فرهنگ عمومی کشور، پیشنهاد نامگذاری ۲۲ تیرماه، همزمان با زادروز محمد بن موسی خوارزمی، به عنوان «روز فناوری اطلاعات» به تصویب رسید و اعلام شد این مناسبت پس از طرح و تصویب نهایی در جلسه شورای عالی انقلاب فرهنگی، در تقویم رسمی کشور، درج خواهد شد.

### دهانه ای بنام خوارزمی بر روی سطح ماه
دهانه خوارزمی نام دهانه‌ای است که روی ماه به افتخار این دانشمند بزرگ توسط ناسا نامگذاری شده است. این دهانه ۸ دهانه اقماری نیز دارد.

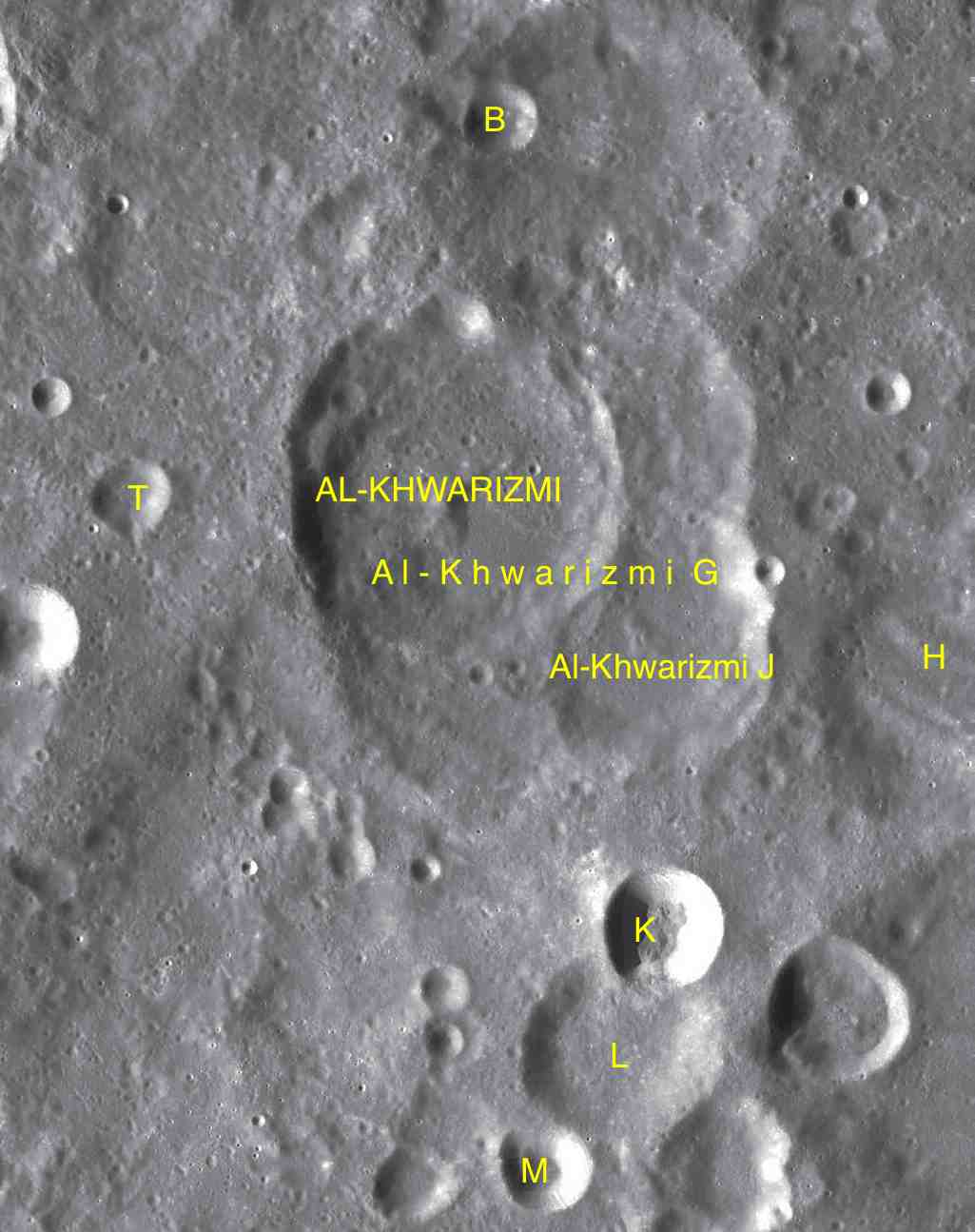
دهانه‌های هشتگانه اقماری خوارزمی
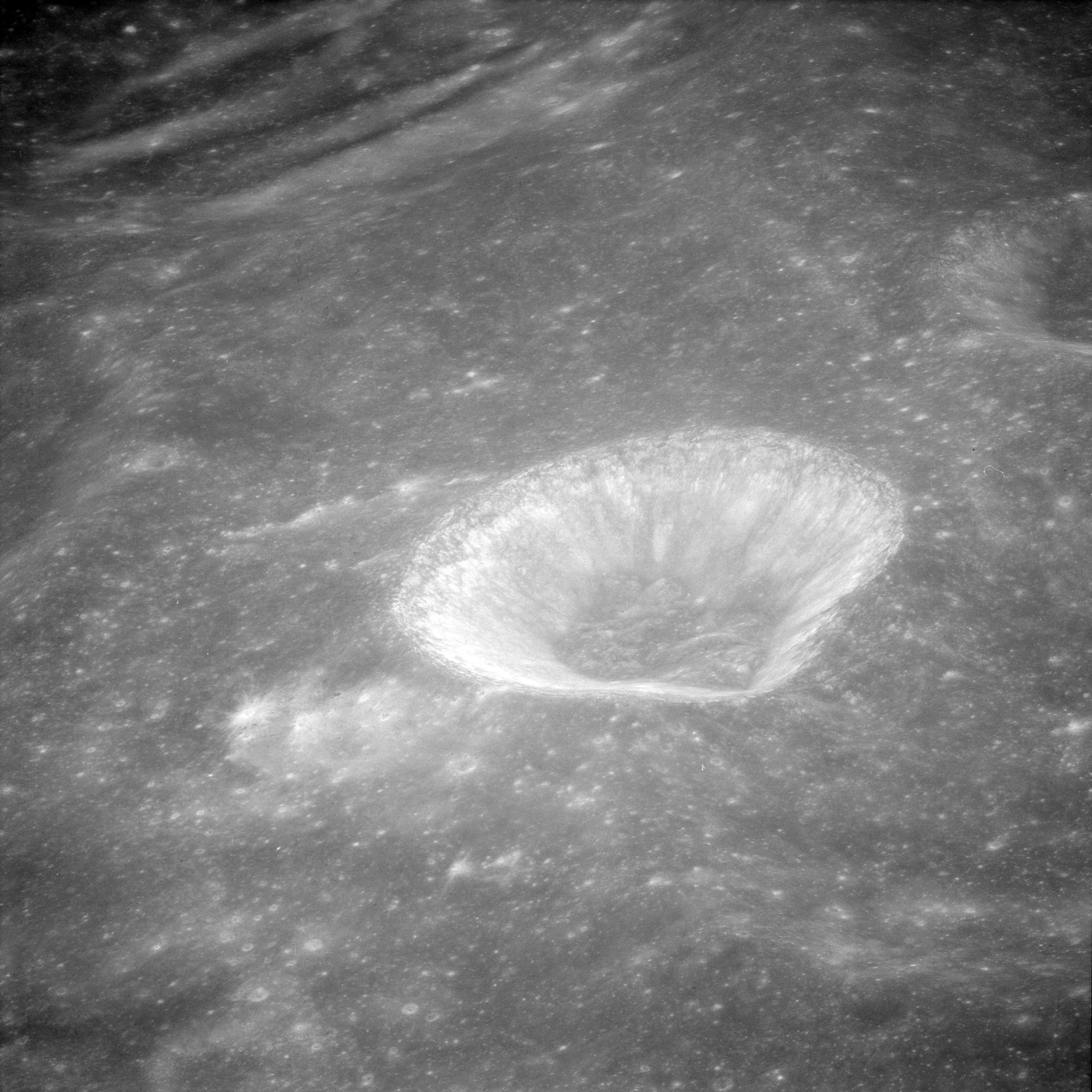
دهانه خوارزمی-کا ، Al-Khwarizmi-K از سطح آپولو ۱۱

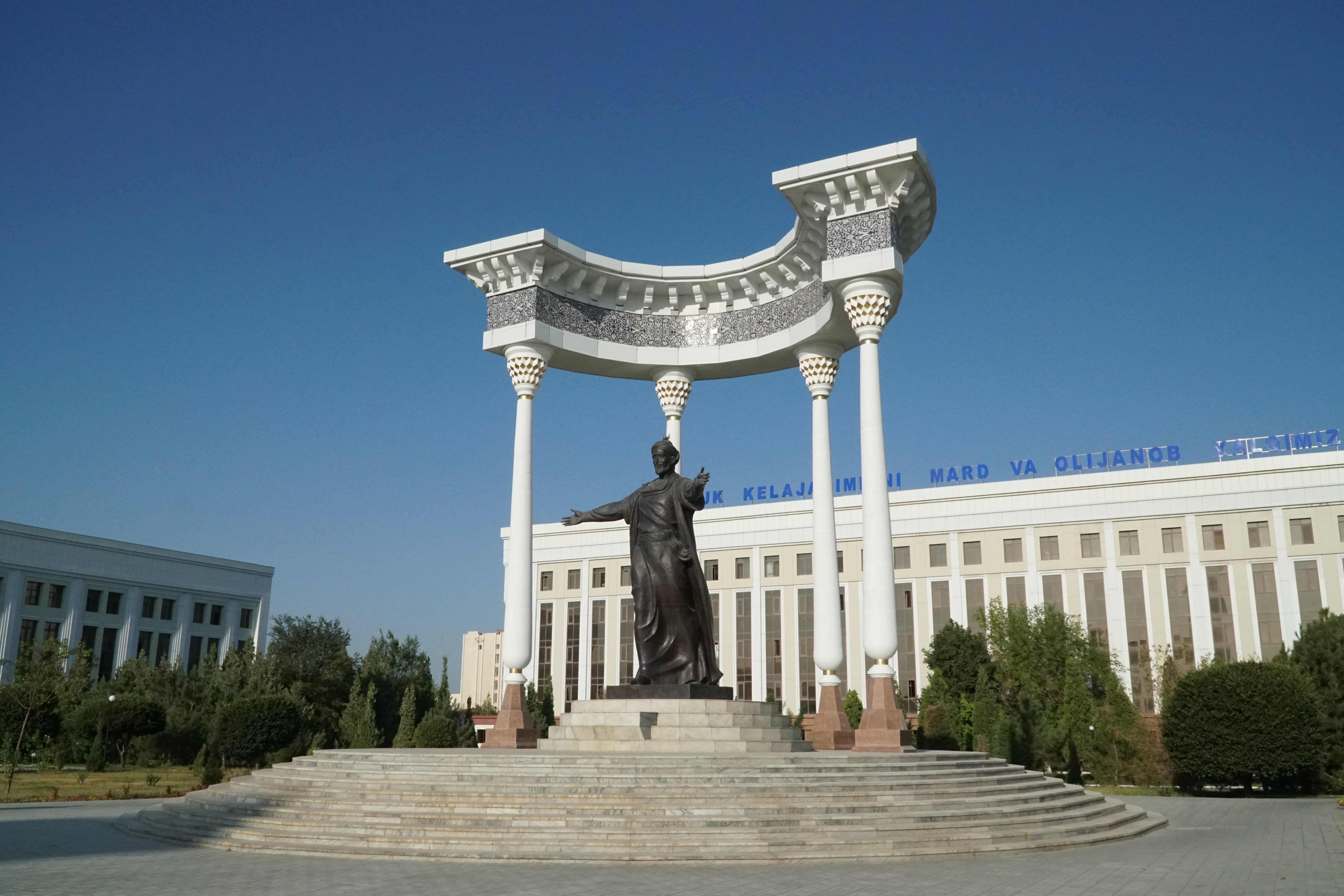
مجسمه خوارزمی در شهر گرگانج ازبکستان

## واژه‌نامه
1. ↑  Niccolò Fontana Tartaglia
2. ↑  Abu Jaffar Gerolamo Cardano
3. ↑  Scipione del Ferro
4. ↑  Ludovico Ferrari
5. ↑  Brahmagupta
6. ↑  Aryabhata
7. ↑  Claudius Ptolemy
8. ↑  Carlo Alfonso Nallino